# Ergo Arena
Ergo Arena (nazývaná také Hala Gdańsk-Sopot) je multifunkční a víceúčelová sportovní a zábavní hala nacházející se na hranici měst Sopoty (čtvrť Karlikowo) a Gdaňsk (čtvrť Żabianka-Wejhera-Jelitkowo-Tysiąclecia) na adrese Plac Dvóch Miast 1, v Pomořském vojvodství v severním Polsku. Hala s maximální kapacitou více než 15 000 diváků byla otevřena v roce 2010.

## Další informace
V Ergo Aréně jsou pořádány mezinárodní i domácí sportovní, promoční a kulturní akce. V aréně je také restaurace a další aktivity.

## Galerie

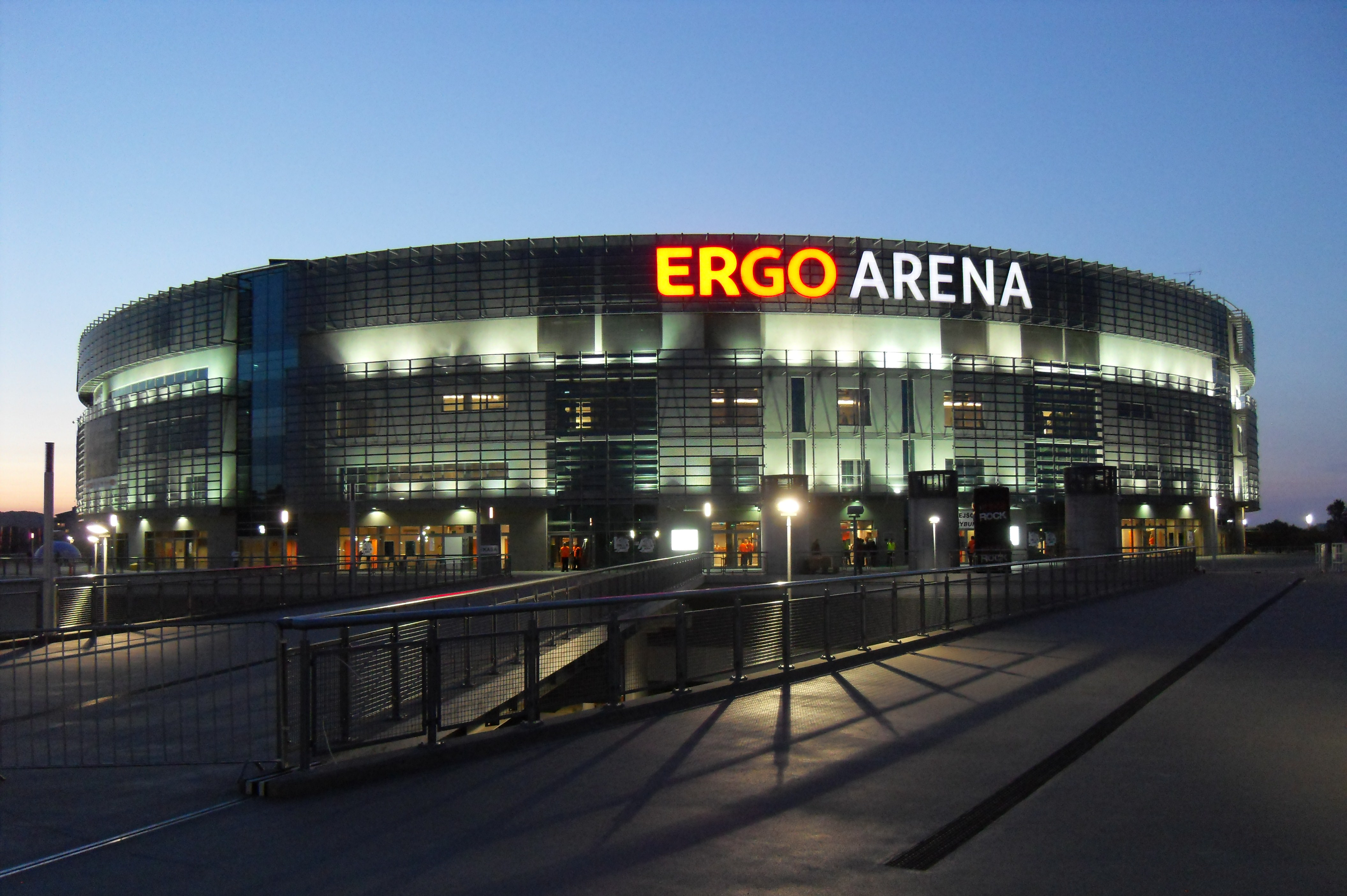
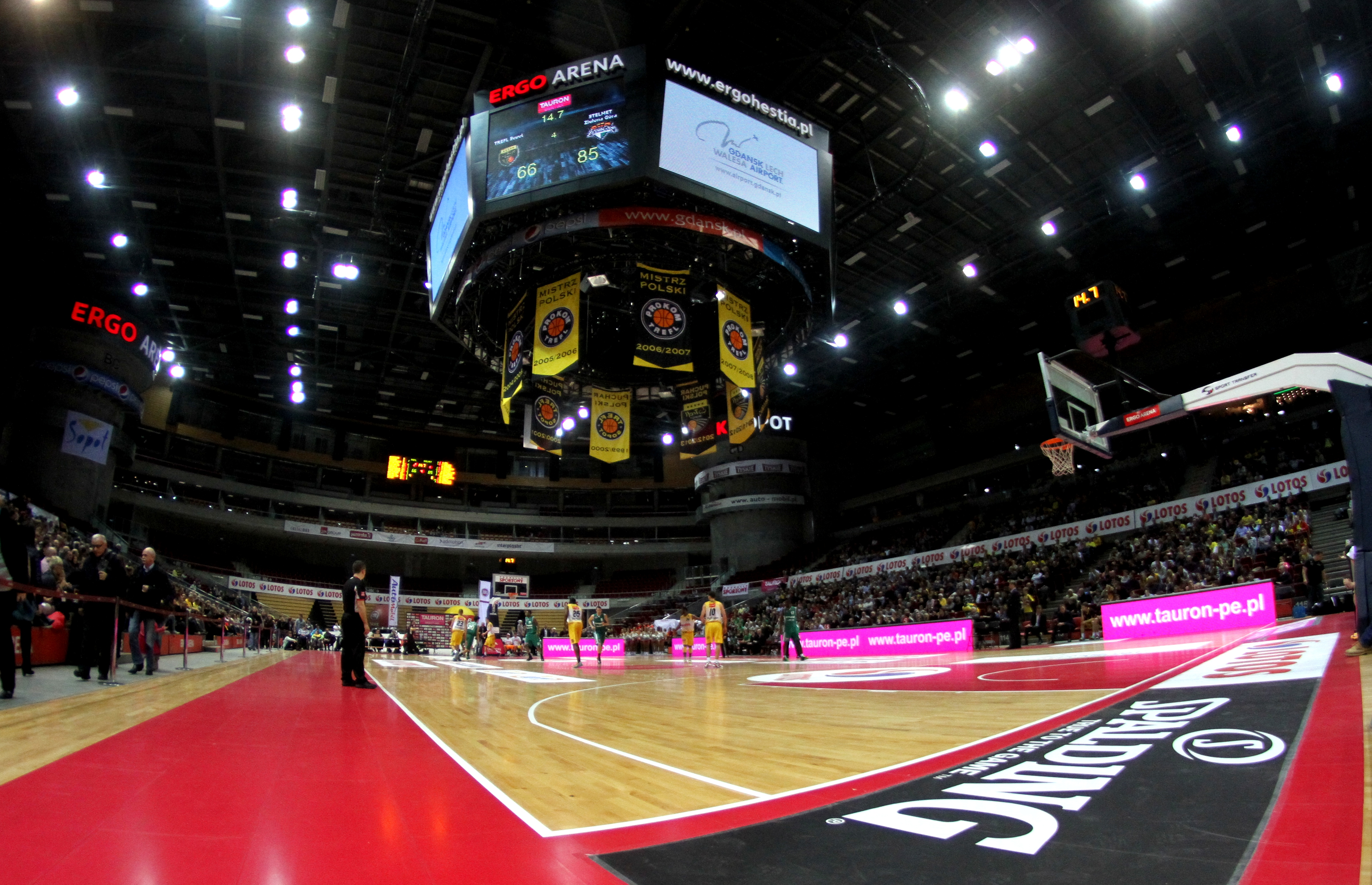
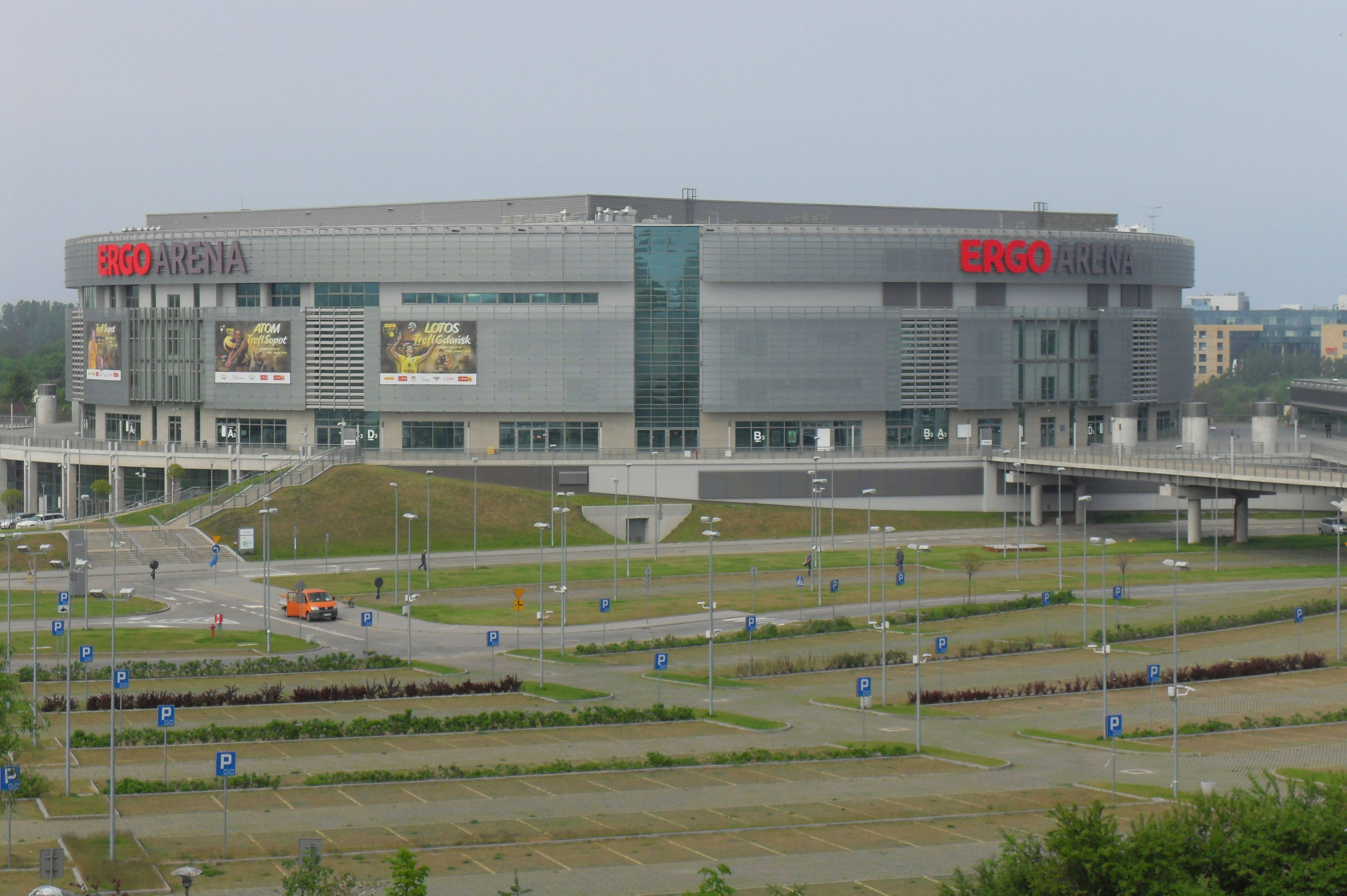
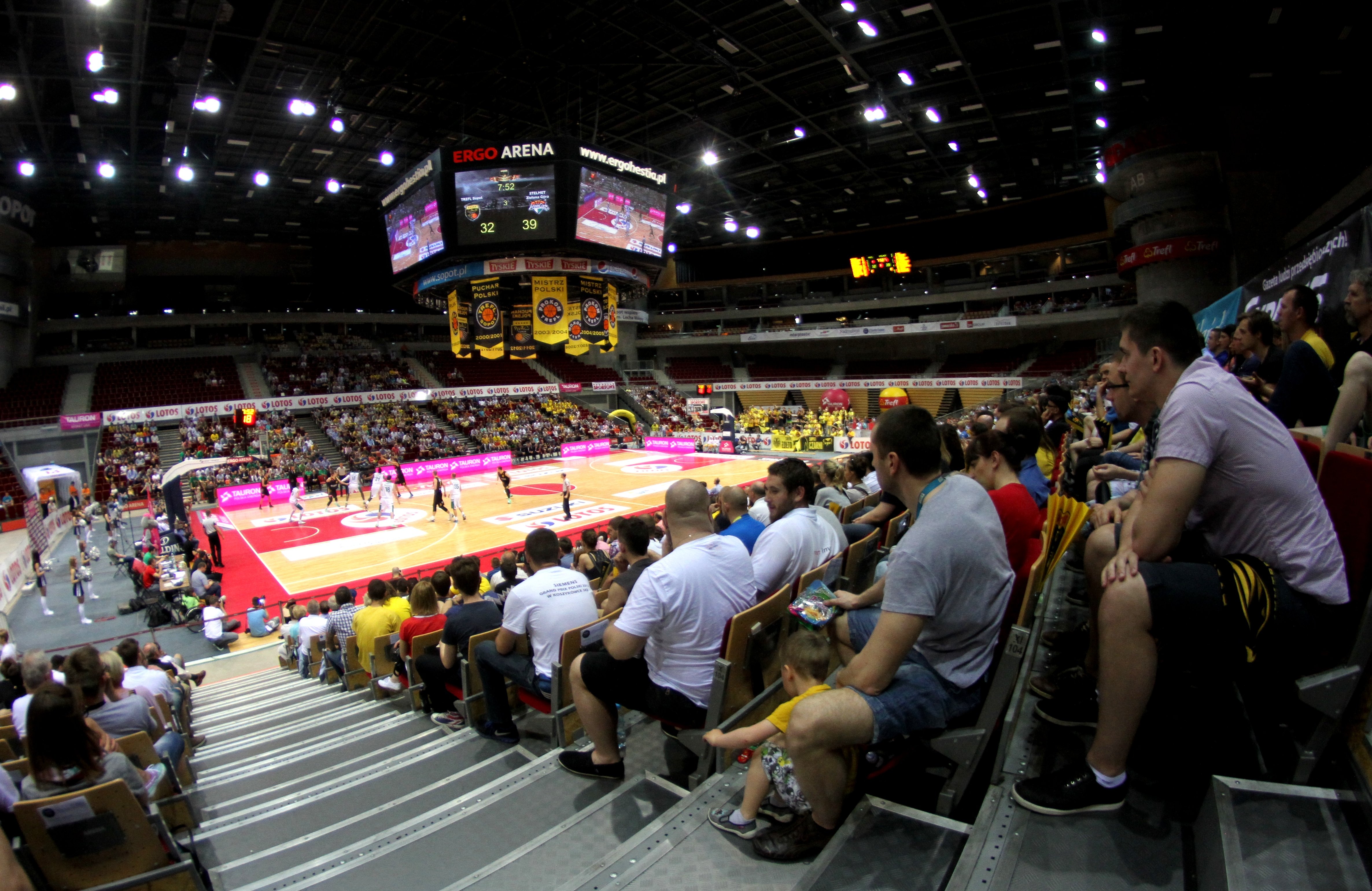
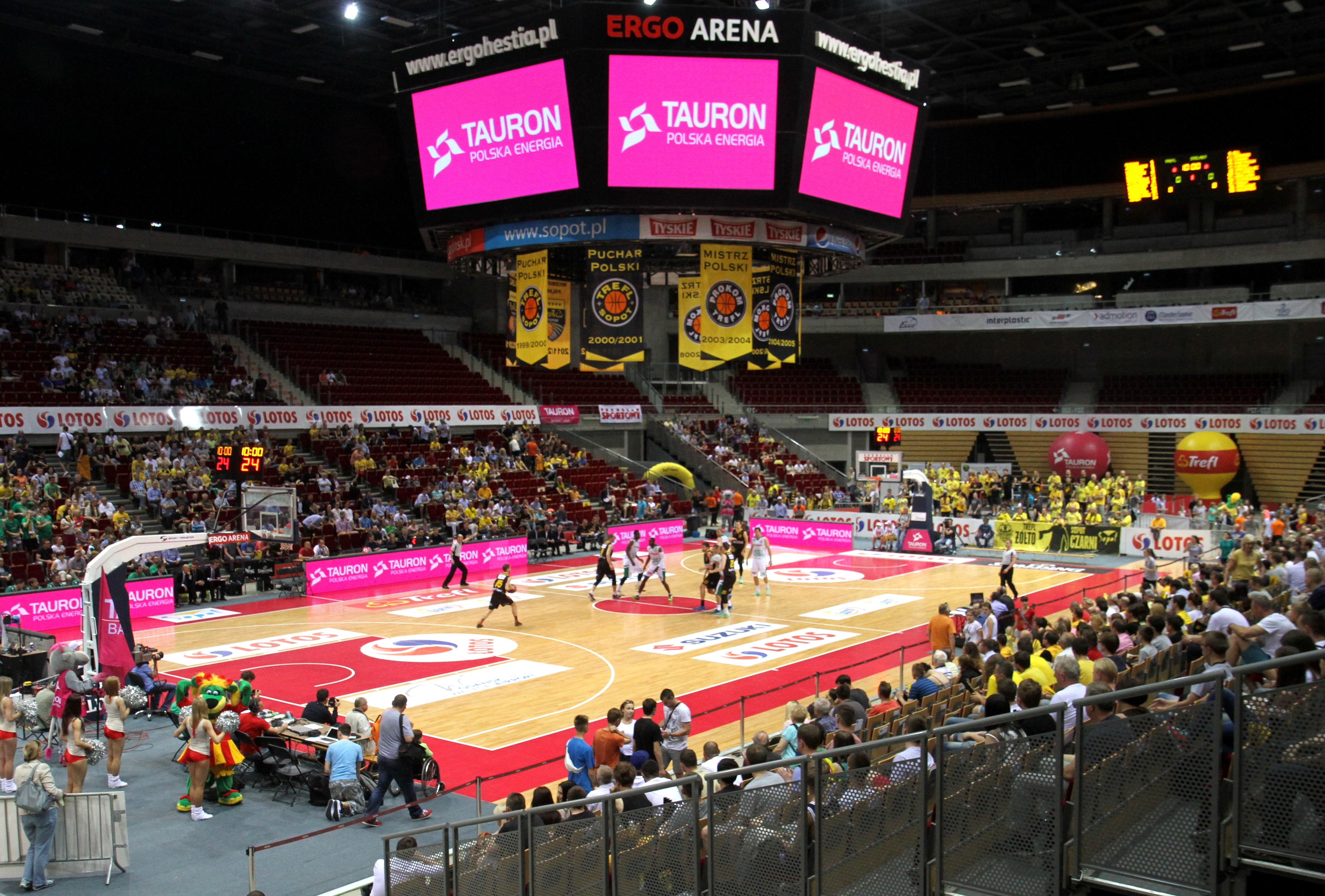
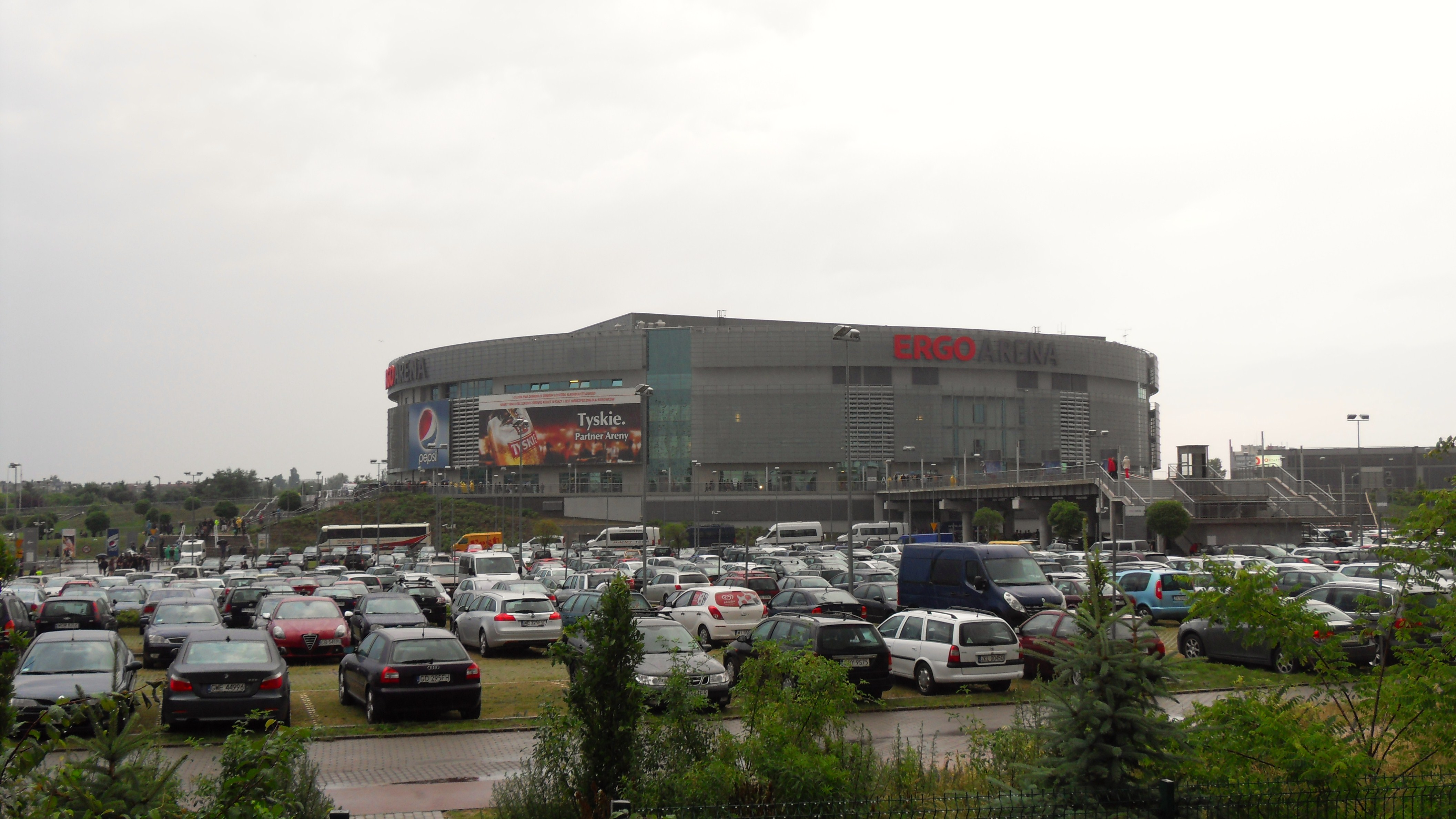